# Salgsassistent
En salgsassistent er den, der betjener kunder i en butik. For at kunne blive salgsassistent kræves to år på handelsskolernes grundforløb (hg). Derefter er der to år i praktik i en butik. En student kan tage HGS, som tager tolv uger på skole, og to år i praktik.[kilde mangler]
En kommis (lat. committere betro) er en ældre betegnelse for en ekspedient som ekspederede og var udlært i en købmandsforretning.
Stillingsbetegnelsen "kommis" blev / bliver oftest brugt om udlærte salgsassistenter i fdb/coop's butikker, hvorimod salgsassistent blev brugt i privat ejede købmandsbutikker.
| Job | Spire Denne artikel om et job eller en stillingsbetegnelse er en spire som bør udbygges. Du er velkommen til at hjælpe Wikipedia ved at udvide den. |